# Landgericht Viechtach
Das Landgericht Viechtach war ein von 1803 bis 1879 bestehendes bayerisches Landgericht (älterer Ordnung) mit Sitz in der Stadt Viechtach.

## Geschichte
Das Gebiet des heutigen Landkreises Regen mit den Städten Regen und Viechtach gehörte schon weit vor 1800 zu Bayern. Der Ort Vidaha wird bereits 1104 erstmals erwähnt, als der Graf von Bogen Friedrich III. dem Kloster Oberalteich hier Ackerland übertrug. 1242 kam der Besitz an die Wittelsbacher, die hier ein herzogliches Pfleggericht für das Vichtreich einrichteten, das bis 1802 bestand. 1803 wurden dann die Landgerichte (älterer Ordnung) in Regen und Viechtach errichtet. Das Landgericht Viechtach gehörte zunächst zum Regenkreis, ab 1810 zum Unterdonaukreis, zu dem das Landgericht Regen bereits vorher gehörte. 1838 wurde der Unterdonaukreis in Niederbayern umbenannt. Mit der Trennung von Verwaltung und Rechtsprechung im Königreich Bayern im Jahr 1862 wurde aus den beiden Landgerichten jeweils ein Bezirksamt gebildet. Mit Inkrafttreten des Gerichtsverfassungsgesetzes am 1. Oktober 1879 wurde neben dem Amtsgericht Viechtach auch das Amtsgericht Regen gebildet.